# Mycetomorpha vancouveriensis
Mycetomorpha vancouveriensis är en kräftdjursart. Mycetomorpha vancouveriensis ingår i släktet Mycetomorpha och familjen Mycetomorphidae. Inga underarter finns listade i Catalogue of Life.